# Papà, sei una frana
Papà, sei una frana (Author! Author!) è un film del 1982 diretto da Arthur Hiller con Al Pacino.

## Trama
Ivan Travalian, noto commediografo, abbandonato da Gloria, la sua seconda moglie, resta con cinque figli: uno suo e gli altri di Gloria, avuti dai precedenti mariti. Travalian viene sommerso dalla caotica vita familiare e dal dolore della perdita della moglie che ancora ama, tanto che non riesce a terminare la commedia che sta per andare in scena a Broadway. Cerca conforto stringendo una relazione con Alice Detroit, la sua prima attrice, ma il problema dei bambini è troppo impegnativo per la donna, che ben presto rinuncia ad una convivenza diventata impossibile. Ivan cerca per l'ultima volta di ricondurre a casa la moglie ma senza successo. Durante il loro tempestoso colloquio, Travalian si accorge che Gloria non merita il suo amore e torna a casa per finire la commedia. L'amore dei bambini e il successo della commedia riporta la serenità nella casa di Travalian.